# متحف النبي محمد
متحف النبي محمد ، هو متحف إسلامي افتُتح في حرم مسجد الملك الحسين في عمان عاصمة الأردن، في 15 مايو/أيار 2012 م، وقد افتتحه الملك عبد الله الثاني. ويحتوي المتحف عدداً من الآثار النبوية الشريفة للرسول محمد، ومنها شعرة من لحيته، وكذلك الرسالة التي أرسلها إلى هرقل عظيم الروم يعرض عليه الإسلام. كما ويحتوي المتحف أيضًا على شتلة من شجرة البقيعاوية والتي يقول البعض أن الرسول أستظل بها أثناء تجارته إلى الشام.